# Lucena del Puerto
Lucena del Puerto település Spanyolországban, Huelva tartományban. Lucena del Puerto Almonte, Palos de la Frontera, Moguer, Niebla és Bonares községekkel határos. Lakosainak száma 3388 fő (2024).

## Népesség
A település népessége az utóbbi években az alábbiak szerint változott:
| Lakosok száma | 2175 | 2310 | 2175 | 2759 | 3202 | 3015 | 3146 | 3371 | 3187 | 3388 |
|               | 2001 | 2004 | 2006 | 2009 | 2011 | 2014 | 2016 | 2019 | 2021 | 2024 |